# Cumbre Humanitaria Mundial
En mayo de 2016, la comunidad mundial se reunirá en Estambul (Turquía) para la Cumbre Humanitaria Mundial, culminación de un proceso consultivo mundial que ha involucrado a 8 regiones y a más de 23 000 partes.

## Cumbre Humanitaria Mundial
En mayo de 2016, la comunidad mundial se reunirá en Estambul (Turquía) para la Cumbre Humanitaria Mundial. "El llamamiento al cambio realizado por el Secretario General parte de un proceso de consulta de tres años de duración que alcanzó a más de 23.000 personas de 153 países. En consecuencia, el Secretario General ha pedido a los líderes mundiales de todos los sectores del gobierno y la sociedad que asuman cinco responsabilidades fundamentales:
- Prevenir los conflictos y ponerles fin
- Respetar las normas de la guerra
- No dejar a nadie atrás
- Trabajar de manera diferente para poner fin a las necesidades
- Invertir en humanidad"

Cumbre Humanitaria Mundial
El mundo se encuentra en un punto crítico. Estamos presenciando el nivel más alto de sufrimiento humano desde la Segunda Guerra Mundial. Por ese motivo, por primera vez en los 70 años de historia de las Naciones Unidas, su Secretario General Ban Ki-moon ha convocado la Cumbre Humanitaria Mundial (Estambul, 23-24 de mayo de 2016). La Cumbre supondrá un cambio importante en la forma que tiene la comunidad internacional de evitar el sufrimiento humano, al prepararse para las crisis y responder ante ellas.
Organización Mundial de la Salud

## Tema de la Cumbre Humanitaria Mundial
| Año  | Tema                                      |
| ---- | ----------------------------------------- |
| 2016 | Una humanidad, responsabilidad compartida |

## Diario de una Cumbre
- Antes de empezar Archivado el 30 de junio de 2016 en Wayback Machine.
- Día 0 Archivado el 29 de mayo de 2016 en Wayback Machine.
- Día 1 Archivado el 29 de mayo de 2016 en Wayback Machine.
- Día 2 Archivado el 30 de mayo de 2016 en Wayback Machine.